# Coleophora kearfottella
Coleophora kearfottella é uma espécie de mariposa do gênero Coleophora pertencente à família Coleophoridae.